# 월터 크루거

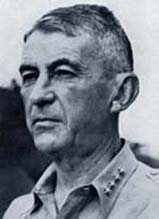
월터 크루거 4성 장군

월터 크루거(독일어: Walter Krueger, 1881년 1월 26일 ~ 1967년 8월 20일)는 미국 육군 군인으로, 최종 계급은 대장이다. 서프로이센 군인의 아들로 태어나 이후 미국으로 이민을 온 독일계 미국인이다. 제2차 세계 대전 때 뉴기니 전역과 필리핀 전역에서 미국 제6군을 이끌고 일본군과 싸우면서 그들을 물리쳤다. 웨스트포인트 육군 사관학교 출신 졸업생(웨스트 포인터)이 아니었던 크루거는 일개 병사에서 대장으로 승진한 최초의 미국 육군 군인이기도 했다.

## 생애

### 청년기 이전
1881년 1월 26일 독일 제국 서프로이센의 플라토우(현재 폴란드령 즈워트프)에서 지주이면서, 보불 전쟁에 종군한 군인의 율리우스 크루거와 아내 안나 사이에서 태어났다. 월터가 8살 때 아버지 율리우스가 사망하면서 어머니 안나는 세 자녀를 데리고 삼촌이 있던 미주리주 세인트루이스로 옮겨 재혼 후에는 인디애나주 매디슨으로 이사했다.
1898년 6월 17일, 크루거는 고등학교의 동료와 함께 두 번째 의용 보병 부대에 입대해 미국-스페인 전쟁에 참여한다. 산티아고 데 쿠바에 도착해 산후안 힐 전투에 참가했으며, 1899년 2월에 부대를 떠난 후에는 오하이오에서 토목기사가 되었다. 그러나 그 해(1899년) 6월에 발발한 미국-필리핀 전쟁은 크루거를 다시 군인으로 복귀시킨다. 제12 보병연대에 입대한 크루거는 아서 맥아더 소장이 이끄는 제2보병 사단의 일부로 에밀리오 아기날도가 이끄는 반란군과 대결하기 위해 필리핀에 걸쳐 제12보병 연대는 아기날도를 추격하여 앙헬레스에서 타를라크를 거쳐 다구판과 루손섬 중앙부를 종단하고 진격하였다. 이 미국-필리핀 전쟁의 와중에 크루거는 중사로 승진하였고, 이어 1901년 7월 1일에는 소위로 임관해 마린두케 섬의 제30보병 연대로 전출되었다.
1903년 12월 크루거는 제30보병 연대와 함께 미국으로 귀국하여, 이듬해 1904년 9월에는 필리핀에서 만난 그레이스 아이린 노벨과 결혼했다. 그레이스와 사이에 제임스 노벨 크루거(1905년 7월 29일 - 1964년 12월), 월터 크루거 주니어(1910년 4월 25일 - 1997년 2월 15일) 그리고 도로시 제인 크루거(1913년 1월 24일)까지 세 명의 자녀를 낳았다. 제임스는 1926년에, 월터 주니어는 1931년에 각각 함께 웨스트포인트에 갔으며, 도로시는 오브리 드위트 스미스 대령과 결혼한 후 군인 가문으로 살아가게 된다.
1904년 크루거는 캔자스주 리븐워스 요새에 있는 보병, 기병 학교로 갔고, 1907년에는 미국 육군 지휘 참모 대학에 진학하였다. 필리핀의 두 번째 부임 후 크루거는 리븐워스에서 어학 교사를 맡아 영어와 프랑스어와 같이 진행된 스페인어와 독일어를 가르쳤다. 어학뿐만 아니라 규율과 훈련 및 군 역사학에도 능숙했던 크루거는 이것들에 대해서도 가르칠 수 있었다. 특히 독일 제국 장교 윌리엄 발쯔크의 《전술》(Tactics)을 비롯한 독일제국군 관련 저작의 번역을 일부 다뤘다.

## 제1차 세계대전
1914년 제1차 세계 대전이 발발하자 크루거는 독일제국군의 옵서버 직을 제안 받았지만, 가족들 때문에 이를 사퇴하고, 대신 펜실베니아 육군 방위군 제10보병 연대에 배속되었다. 1916년 6월 23일, 존 퍼싱 대장이 이끄는 판초비야 원정군의 일부로 제10보병 연대는 10월부터 멕시코 국경 지대에 5개월간 배치되었다.